# مروژان میکائلیان
مروژان وارازداتی میکائلیان (Մերուժան Վարազդատի Միքայելյան؛ زادهٔ ۲۷ مارس ۱۹۵۷) یک سیاستمدار، و اقتصاددان اهل ارمنستان است که از تاریخ ۱۹۹۸ تا تاریخ ۱۹۹۹ در دولت آرمن داربینیان سمت وزیر انرژی ارمنستان را برعهده داشت.

## زندگی‌نامه
در ۲۷ مارس ۱۹۵۷ در به دنیا آمد و از دانشگاه دولتی علم اقتصاد ارمنستان فارغ‌التحصیل شد. 